# Akce B (1947)
Akce B byla vojenská operace československých bezpečnostních jednotek. Byla vedena proti ukrajinské povstalecké armádě (UPA), jejíž příslušníci tzv. banderovci se snažili přes Československo dostat do Rakouska.  

## Průběh
Celkem během bojů s banderovci v letech 1945-47 zahynulo 49 československých občanů z řád ozbrojených složek i civilistů. Nejtěžší ztráty byly v prohrané bitvě u Partizánské Ľupči, kde po podcenění situace padlo 6 československých vojáků. Ještě na konci září 1947 došlo v Beskydech ke střetu, kde zahynul jeden příslušník SNB a skupina 3O až 40 banderovců pronikla dále na západ,  a nedlouho před ukončením akce, 2. listopadu 1947, došlo k přestřelce s banderovci u Olomouce (mezi Grygovem a Krčmaní)
Do 17. listopadu 1947, kdy byla operace ukončena, byla většina ukrajinských nacionalistů zneškodněna. Podle informace ministerstva národní obrany pro sněmovnu podané 13. listopadu 1947 se na území Československa v té době pohybovalo 15–20 banderovců, jejich ztráty činily do 11. listopadu 1947 344 mužů, z toho 39 mrtvých, 39 raněných a 217 zajatých; 29 banderovců se dobrovolně přihlásilo.
Někteří zajatí banderovci byli v Československu odsouzeni a popraveni, velitelé sotní, příslušníci velení Ukrajinské povstalecké armády a další byli vydáni do Polska, kde byli někteří též popraveni.

## Dopad a interpretace

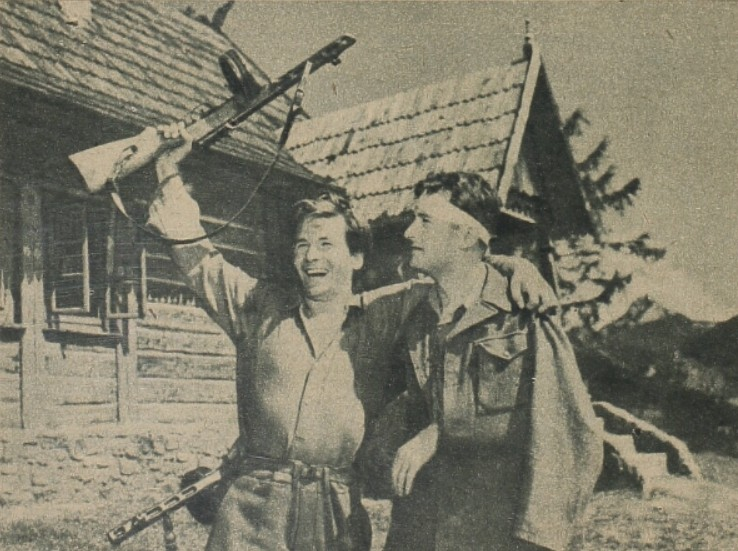
Film Akce B (Karel Ťapák a Jiří Sovák)

Podle románu Eduarda Fikera Akce B byl natočen v roce 1951 stejnojmenný film Josefa Macha. Komunistická propaganda filmem Akce B vytvořila z této události s poměrně malou skupinou ukrajinských nacionalistů jeden z rozšířených mýtů o monumentálním boji proti nacismu. Tuto interpretaci oživila po ruské invazi na Ukrajinu v roce 2022 i ruská propaganda, kterou přebírá i česká extrémistická scéna, např. během protestů proti podpoře Ukrajiny ve válce s Ruskem.